# Kenny Wormald
Kenneth (Kenny) Wormald (Boston, 27 juli 1984) is een Amerikaans danser en acteur. Hij is bekend van de film Center Stage: Turn It Up en de remake van de film Footloose. 

## Biografie
Wormald werd in 1984 geboren te Boston. Hij groeide op in Stoughton, Massachusetts waar hij afstudeerde in 2002. Nadat hij was afgestudeerd, verhuisde hij naar Los Angeles. Hij heeft twee broers: Lee en Dylan.

## Carrière
Wormald begon met dansen op zesjarige leeftijd. Nadat zijn moeder hem zag dansen op een New Kids on the Block video. Op zijn dertiende won hij de Master Dance of New England en werd uitgeroepen tot de Junior Mr Dance of New England. Een jaar later, op zijn veertiende, werd hij benoemd tot Teen Dancer van Boston. Op zijn vijftiende werd hij benoemd tot Teen Mr Dance of New England. In 1996 werd Wormald geselecteerd om voor president Bill Clinton te dansen in het Witte Huis als onderdeel van de jaarlijkse viering van Pasen. In 2002 won hij de gouden medaille op de World Dance Championships in Riesa. Wormald verscheen in 2002 in een aflevering van The Drew Carey Show, getiteld "Family Affair".
Hij werkte mee als danser in de muziekvideo's van onder anderen: Madonna, Mariah Carey's "It's Like That", JoJo's 2004 "Baby It's You", Christina Aguilera's "Candyman", Chris Brown's "Gimme That", Nelly Furtado's "Promiscuous".
Hij choreografeerde het lied Mirotic voor de Koreaanse groep TVXQ, die werd uitgebracht op september 2008. Op 1 november 2008 heeft het kabelnetwerk Oxygen Center Stage: Turn It Up gedebuteerd, waarin Wormald hoofdpersonage Tommy Anderson speelt. Hij danste in de Doll Domination Tour met The Pussycat Dolls in 2009 en in datzelfde jaar danste hij in de VMA's Michael Jackson Tribute samen met Janet Jackson en anderen.
Op 22 juni 2010 heeft Paramount Pictures bekendgemaakt dat Wormald was gekozen voor de hoofdrol van Ren McCormack in de remake van Footloose, nadat zowel Zac Efron en Chace Crawford de rol afwezen. De film werd geregisseerd door Craig Brewer en werd uitgebracht op 14 oktober 2011.
Tournees:
- Justin Timberlake – FutureSex/LoveShow 2007
- The Pussycat Dolls – Doll Domination Tour 2009

## Filmografie

### Film
- 2004: You Got Served, als danser
- 2006: Clerks II, als danser
- 2006: Jackass Number Two, als danser
- 2008: Center Stage: Turn It Up, als Tommy Anderson
- 2011: Footloose, als Ren McCormack
- 2014: Love & Mercy, als Dennis Wilson
- 2016: Honey 3: Dare to Dance, als Erik Wildwood
- 2017: Happy Hunting, als Junior Burnside
- 2022: Gasoline Alley, als Dennis Bourke

### Televisie
- 2016: Center Stage: On Pointe, als Tommy Anderson
- 2016: Fear the Walking Dead, als Derek

- Biblioteca Nacional de España: XX4775278
- Bibliothèque nationale de France: cb16608717m (data)
- International Standard Name Identifier: 0000 0001 1832 6314
- Library of Congress Control Number: no2012029297
- Nederlandse Thesaurus van Auteursnamen: 317559788
- Système universitaire de documentation: 177098007
- Virtual International Authority File: 169394483
- WorldCat: E39PBJhGX6vhdfhKDRQtTCFkDq